# Anna von Kleve (Arnsberg)
Anna von Kleve († nach 1377/1378, vor dem 1. Mai 1392) aus dem Haus der Grafen von Kleve war durch Heirat Gräfin von Arnsberg.

## Leben
Sie war die Tochter des Grafen Dietrich VIII. und der Margarethe von Neu-Kyburg. Sie heiratete Graf Gottfried IV. von Arnsberg. Als Ehefrau des Grafen wurde sie erstmals 1340 genannt. Aus der Ehe gingen keine Kinder hervor.
Die Kinderlosigkeit ihrer Ehe war ein zentraler Punkt für den Entschluss, die Grafschaft Arnsberg am 25. August 1368 an das Erzbistum Köln zu verkaufen. Kurz zuvor hatte der Graf der Stadt Neheim aus dem Lürwald den später Neheimer Stadtwald genannten Wald geschenkt.  Als Gegenleistung verpflichtete er die Bürger der Stadt, für ihn und seine Frau Gedenkmessen abzuhalten. „Wir hinwiederum begehren von ihnen, und sie haben uns dies auch gelobt, dass sie für Uns, Unsere Ehefrau Anna und alle Unsere Voreltern jedes Jahr zwei Begängnisse halten sollen mit Vigilien, Messen und Commendationen, genau so, als ob Wir noch über der Erde stünden.“ Diese Gedenkveranstaltungen finden als sogenanntes Donatorenmahl noch heute statt.
Die Urkunde zum Verkauf der Grafschaft ist im Namen Gottfrieds, Graf von Arnsberg, und Annas von Kleve abgefasst. Die endgültige Übergabe erfolgte nach der Zahlung von Teilen der Kaufsumme und der Zusicherung von jährlichen Pensionen an Graf und Gräfin 1369. Das Grafenpaar bekam Burg, Stadt und Amt Brühl übertragen. Sollte die Gräfin ihren Ehemann überleben, sollte sie eine Witwenpension erhalten. Deren Höhe entsprach der, die ihr Mann vor dem Verkauf zugesagt hatte. Hinzu kamen zehn Fuder guten Weins. Sollte die Gräfin lieber in Westfalen leben, sollte sie die Burg Hachen bekommen. Allerdings würde dann der Pensionsanspruch erlöschen. Die Pflicht zur Weinlieferung hätte fortbestanden.
Sie hat es offenbar vorgezogen, nach dem Tod Gottfrieds nach Westfalen zurückzukommen. Ob sie Hachen nach dem Tod Gottfrieds 1371 bewohnt hatte, ist unklar. Stattdessen lebte sie auf der Burg Wildshausen. Diese hat sie bei Verzicht auf ihr Wittum durch den Administrator des Erzbistums Köln Kuno II. von Falkenstein erhalten. Aus dem Besitz bezog sie genügend Einkünfte in Naturalien und Geld, um davon leben zu können. Sie unterhielt sogar noch einen kleinen Hofstaat, wie die Nennung eines Amtmannes in ihren Diensten nahelegt.
Ihre Brüder Otto der Friedfertige, Dietrich IX. und Johann III., die dem Vater in der Herrschaft folgten, hatten keine männlichen Nachkommen. Konkurrenten um das Erbe waren Adolf III. von der Mark, Dietrich von Horn und Otto von Arkel. Auch Anna beanspruchte als die wohl einzige noch lebende Tochter Dietrichs VIII. das Erbe für sich. In einer Urkunde von 1377 hat sie diesen Anspruch erhoben. Gleichzeitig übertrug sie die Grafschaft Kleve mit all ihren Herrlichkeiten, Rechten und Gerichten an Erzbischof Friedrich III. von Saarwerden. Letztlich setzte sich das Haus von der Mark im Erbstreit durch. Der Erzbischof verzichtete um 1392 darauf, den Versuch zu unternehmen, die gesamte Grafschaft zu beanspruchen, er nützte die Urkunde allerdings, um Adolf von der Mark zur Anerkennung der erzbischöflichen Lehnshoheit über Teile der Grafschaft Kleve zu zwingen.
Ausgestellt wurde die Urkunde Annas auf der Burg Wildshausen. Zeugen waren Wilhelm Freseken, Propst des Stifts Meschede, Johann Schürmann, Propst zu Soest, der Ritter und Amtmann der Gräfin Conrad von Wreden und Noldeken von Estinghausen. Aus der Urkunde lässt sich schließen, dass sie ihren Ehemann um mindestens sechs Jahre überlebt hatte. Ihr Todesdatum ist unklar. Gemäß der Urkunde über die Übergabe der Grafschaft Kleve hat sie noch 1377 gelebt. Einige Autoren meinen, dass sie kurz danach gestorben sei. Einen Beleg dafür gibt es nicht. Die Anordnung von Erzbischof Friedrich III. zu einer Memorienfeier für Graf Gottfried und Anna von Arnsberg im Kölner Dom unter Beteiligung der anderen Kollegiatkirchen Kölns am 1. Mai 1392 lässt sich als Hinweis für den Tod der Gräfin deuten. Unbekannt ist auch der Ort ihres Begräbnisses. Wahrscheinlich aber wurde sie im Kloster Wedinghausen beigesetzt.
Sie führte ein eigenes Siegel. Die Form war rund. Darin befand sich ein geteilter Herzschild, dessen rechte Hälfte den Arnsberger Adler und dessen linke Hälfte den halben klevischen Lilienhapel enthielt. Die Umschrift lautet Sig. Anne. Comitisse. de Arnsberg.
In Neheim ist heute die Annastraße nach ihr benannt.